# 24時間テレビ23 愛は地球を救う
『24時間テレビ23 「愛は地球を救う」 がんばる…君のために!』（24じかんテレビ23 「あいはちきゅうをすくう」 がんばる…きみのために!）は、日本テレビにて2000年8月19日（土曜）18:00 - 8月20日（日曜）19:30（JST）に生放送された通算23回目の『24時間テレビ』である。

## 概要
20世紀最後（2000年代では初）の『24時間テレビ』。3年振りにメインパーソナリティーを導入、V6が担当した。
今回も前回と同様、8月19日土曜日に番組に内包する形でプロ野球中継『24時間テレビナイター』が、また、翌日も放送終了後に野球中継を放送する関係で19:30で終了となっている。
チャリティーマラソンランナーはトミーズ雅（トミーズ）が担当。
なお、「土曜18:00開始」はこの回が最後で、次回からは約30分繰り下がって土曜18:30開始・日曜19:58終了となる。

## 出演者

### 総合司会
- 徳光和夫
- 笛吹雅子（当時・日本テレビアナウンサー）

### メインパーソナリティー
- V6（坂本昌行・岡田准一・三宅健・井ノ原快彦・長野博・森田剛）

### チャリティーパーソナリティー
- RIKACO
- 藤井隆

### 番組パーソナリティー
- ナインティナイン（矢部浩之・岡村隆史）[2]
- モーニング娘。

### チャリティーマラソンランナー
- トミーズ雅（トミーズ）

## 企画・コーナー

### タイムテーブル
| 時間         | コーナー名                                                 |
| ------------ | ---------------------------------------------------------- |
| 19日 18:00 - | オープニング                                               |
| 19日 18:40 - | 24時間テレビナイター・巨人×中日（東京ドームから生中継）    |
| 19日 21:24 - | 障害を持つ少年…松井選手とご対面                            |
| 19日 21:40 - | 24時間テレビ名場面マラソン編                               |
| 19日 22:05 - | オオクワガタ探し中継                                       |
| 19日 22:08 - | チャリティーマラソンランナー・トミーズ雅 中継              |
| 19日 22:12 - | オオクワガタ探し中継                                       |
| 19日 22:18 - | 妻が応援!義足の夫がアメリカの大空でスカイダイビングに挑戦! |
| 19日 23:01 - | 島に単身赴任のパパに会いたい!幼い兄弟が初めての二人旅      |
| 19日 23:24 - | 40歳トミーズ雅・24時間マラソン支えてくれた皆のために!      |
| 19日 23:34 - | 有森裕子…カンボジアで見つけた勇気と感動!そして涙の再会!    |
| 19日 23:44 - | ものまねの原口あきまさ・感謝する『命の恩人』とは…          |
| 19日 23:55 - | ナイナイ&国分太一、幻のオオクワガタ探しに挑戦!             |
| 20日 0:18 -  | オオクワガタ探し大応援団!                                  |
| 20日 5:42 -  |                                                            |
| 20日 6:03 -  | 石原裕次郎の想いを引き継いで…                              |
| 20日 6:10 -  | 障害に負けず先頭に立ち『阿波踊り』に挑戦                   |
| 20日 6:15 -  | 障害を持った少年・実家へ1人きりで初めての帰省              |
| 20日 6:45 -  | NNNニュース（手話）                                        |
| 20日 6:57 -  | 水泳パラリンピック会場前から中継                           |
| 20日 7:03 -  | 四季を撮り続けた娘の写真集完成                             |
| 20日 7:13 -  | 有坂来瞳・ふるさとの母のためにがんばる!                    |
| 20日 7:20 -  | 95歳の鉄人・やり投げ世界記録に挑戦                         |
| 20日 7:30 -  | 村下孝蔵が歌を作った                                       |
| 20日 7:40 -  | ガレッジセール・ゴリが熱血先生のためにがんばる             |
| 20日 8:01 -  | 北極グマピース君・人工飼育で新記録                         |
| 20日 8:11 -  | 心の絆は今も…全盲の少年がガンで逝った大翔鳳関に誓う!       |
| 20日 10:19 - | 『介助犬訓練学校』設立の夢を実現                           |
| 20日 10:30 - | 日産銀座ギャラリー福祉車両寄贈式                           |
| 20日 10:33 - | 早坂好恵・ふるさとのお婆ちゃんのためにもガンバレ!          |
| 20日 10:46 - | 上田馬之助・車いすで不屈のボランティア                     |
| 20日 10:54 - | 義母が突然アルツハイマーに!苦悩と感動の介護日記            |
| 20日 11:18 - | 冷害に負けるか!岩手に届いた心のかけはし                    |
| 20日 11:30 - | NNNニュースダッシュ                                        |
| 20日 11:53 - | 小学生長ぞうきん選手権                                     |
| 20日 12:03 - | 長嶋監督のおかげです!お礼が言いたい人大集合!!              |
| 20日 12:15 - | 義足で走った女性                                           |
| 20日 12:32 - | 武道館でハンドベルを!我が子の夢を叶えてあげたい            |
| 20日 13:09 - | 水泳ジャパンパラリンピック                                 |
| 20日 13:36 - | 孫娘が巨大風船アートの贈り物                               |
| 20日 14:03 - | 避難所で合宿!有珠山噴火に負けず涙の勝利                    |
| 20日 14:22 - | 盲目の少女の夢…友情が奇跡をおこした                        |
| 20日 15:04 - | 噴火に負けるな!手作り放送で被害者に勇気を!                 |
| 20日 15:19 - | ドイツで難病と闘う女性                                     |
| 20日 15:50 - | 水泳ジャパンパラリンピック                                 |
| 20日 17:08 - | 水泳ジャパンパラリンピック                                 |
| 20日 17:31 - | 笑点チャリティー大喜利                                     |
| 20日 17:56 - | 障害を乗り越え夢を叶えたい!V6と“WAになって踊ろう”          |
| 20日 18:30 - | グランドフィナーレ                                         |

## スタッフ
- 構成：沢口義明 / 安達元一、伊東雅司、遠藤佳三、小野高義、鎌田みわ子、川上伸一、坂本茜、桜井昭宏、鈴木重夫、高梨武志、高橋洋二、竹尾明子、田中直人、東條真弓、新倉イワオ、林勢津子、松崎亜弓、水谷和彦、吉田豪、渡辺哲夫
- アートディレクター：浅葉克己

日本武道館
- - テクニカルディレクター：勝見明久
  - スイッチャー：江村多加司、高月滋、角田洋子、望月達史
  - カメラ︰松村興、福王寺貴之、木村博靖、高木冬夫、水梨潤、戸田聖一郎、斎藤久志、飯島元亮、荻野高康、安藤康一、吉村一雄、茅野竜徳、小曽根晴彦、澤井周、遠藤文章、金子幸男、田口勝夫、泉博司、吉田健治、田代義昭、飯山孫八、宇田川隆治、加藤渉、落合弘祐、葵由紀夫、宮崎和久
  - 音声︰加賀金重郎、今村公威、原泰造、川合亮、河合英明、大竹弘一、松本学、赤沼一男、高木哲郎、中村勇二、宮崎雅則、樋口晋作
  - VE︰青木健二、佐治佳一、坂口裕直、新名大作、杉本裕治、落合俊輔、鈴木雄仁、平野和宏、岩井康仁
  - 照明：高橋明宏、関仁、北村裕司
  - 美術：久保玲子、塚越千恵、近藤純子、野村武司、米山幸市、柴崎武人、栗田寛
  - マルチモニター映像：鈴木基之、磯田修、滝田朋之、木村光一、世良田佳男、文野甲、佐藤伸一、原真人、浜村俊郎
  - TK・DSS：中村ひろ子、井﨑綾子、阿部直子、矢島由紀子、桜井英美子、福岡由紀、北須賀恵美、長谷川和美、田中彩
  - コーディネーター：内藤智子、光岡裕子、渡辺義人、塚越幸子、加藤智康、福田浩一郎、柏木美宏、松田悠久
  - ステージング：土居甫
  - オーディオ・コーディネーター：鳥飼弘昌
  - 編曲：たかしまあきひこ、永作幸男、しかたたかし
  - 演奏：ガッシュアウト、岡本章生とゲイスターズ、東京音楽事務所
  - コーラス：日本テレビタレントセンター / ミュージッククリエイション、フィジー
  - 歌唱指導：橋本賀代子
  - アシスタント：日本テレビイベントコンパニオン
  - FAX：井原亮子、中野裕子、藤森和彦
  - フロアアシスタント：今井康則、今井大輔、天野雅洋
  - フロアディレクター：舟澤謙二、長谷川賢一、竹田次彦、杉岡士朗、氣賀澤宏隆、平野進、高橋康吉、栗原甚、高谷和男、原司、長瀬久司
  - ディレクター：森實陽三、福士睦、南波昌人
  - プロデューサー：和田隆、荻原伸之、竹村薫、加藤晋也、日向野明、実成俊也

がんばる…君のために!企画
- - ディレクター：岡田謙吾、下村忠文、髙野子賢一、芦澤英祐、柳川剛、増田孝浩、中村倫久、磯和伸明、大澤葉子、中村英雄、米澤敏克、安藤茂克、川勝茂、真山梨枝、小川潔、石田昌浩、若林愛美、鈴木康正、畑山あゆみ、清水星人、中村政洋、杉村和彦、野村正人、卯目速人、財津知子、木元薫、丸目博則 / 永原啓一、小島俊一、柳井誠也、米川昭吾、丸山信也
  - カンボジア取材協力：希みの会HOPE
  - プロデューサー：竹内尊実、近澤駿、根岸香織、中川幸美、長谷川勉、松尾邦夫、山上恵子、井野知美、阿河朋子、三村裕二、小幡英司、湯口智子、天笠ひろ美、増谷秀行、日原直子、藤井則子、神尾育代、小坂真由美
  - 演出：松山和久、鈴木守

24時間テレビナイター
- - 中継TD：杉本好造
  - 中継ディレクター：松本達夫、岩崎泰治、稲垣眞一
  - 中継プロデューサー：福田泰久

鳥取中継・世代超えた大同窓会
- - テクニカルディレクター：春井達也
  - カメラ：河本正
  - 音声：藤田佳司
  - VE：山下修一
  - 照明：奈良芳男
  - アシスタントプロデューサー：酒井正義
  - ディレクター：川本良樹、安達敏春
  - 演出：林田竜一
  - プロデューサー：古野千秋

ナイナイ&国分、幻のオオクワガタ探し
- - テクニカルディレクター：鎌倉和由、島村隆宏、森山新
  - スイッチャー：木村智
  - カメラ：砂押秀寿
  - VE：大原明宏
  - 音声：南雲長忠
  - 照明：宮本博司
  - TK：石島加奈子
  - ディレクター：海野裕二、宮下仁志、中屋満、長島一泰、赤間佳彦、諏訪一三、長嶺望、大野守、野田義人、三枝幹直、玉置孝典、田澤実、田中久也
  - アシスタントプロデューサー：鈴木希巳江
  - プロデューサー：安藤正臣、高家宏明、高橋郁男
  - 演出：伊藤慎一

日本テレビGスタジオ・オオクワガタ探し大応援団!
- - テクニカルディレクター：中川満
  - スイッチャー：高梨正利
  - カメラ：山田祐一
  - 音声：大島康彦、後藤哲史、村松澄人
  - VE：八木一夫、梅津孝一
  - 照明：佐野利喜男
  - 音効：森山顕仁
  - TK：大岡伸江
  - 中継TD：篠原昭浩
  - 中継SW：山根寿彦
  - 中継カメラ：高橋尚志
  - 中継音声：山口昭広
  - 中継VE：山田敏弘
  - 中継照明：佐野広之
  - 制作進行：浜田和宏
  - ディレクター：坂本秀直、大沼朗裕、佐々木英敏、安彦和弘、渡辺修一郎、山中豪
  - 演出：三浦伸介、小塩佳宏
  - プロデューサー：菅賢治、小林宏充、高家宏明

藤井隆の「愛を応援しよう!」
- - テクニカルディレクター：河内繁、森田泰章
  - スイッチャー：武石典之、宇野直樹
  - 音声：田中幸一
  - ディレクター：島田顕、鴨井義明、山泉貴弘、牛込剛、外山武史、鈴木淳子
  - 演出：福井宏、大友有一、山田直樹
  - プロデューサー：北澤毅、小山伸一

小学生長ぞうきん選手権
- - テクニカルディレクター：清宏、中本嘉文
  - スイッチャー：三沢津代志、佐藤昇
  - カメラ：前田武志、浦崎学
  - 音声：倉上宏之、大内光正
  - 照明：細川登喜二、松浦正和
  - アシスタントプロデューサー：本多雅春、安田久美子、奥田志おり
  - ディレクター：元木秀和、加納成人、瀬戸口晃
  - 演出：矢坂義之、相馬信雄、佐藤修一
  - プロデューサー：藤川和彦、江尻直孝、相川弘隆、尾崎正浩

日産銀座ギャラリー
- - テクニカルディレクター：正井祥二郎
  - カメラ：諏訪勝
  - 音声：久次米晴美
  - 照明：四野宮伸恭
  - ディレクター：江成真二、福田俊哉
  - 特別協賛：日産自動車

笑点
- - テクニカルディレクター：蜂谷道雄
  - カメラ：森田康司
  - 音声：森川哲男
  - 照明：徳武道博
  - 美術：磯村英俊、中原晃一
  - ディレクター：大畑仁
  - プロデューサー：鈴木雅人、飯田達哉

24時間番組告知
- - ディレクター：加賀谷健吾、外川知宏、清野美紀、貝淵清市朗
  - 演出：佐藤栄記
  - プロデューサー：佐藤裕昭

水泳ジャパンパラリンピック
- - テクニカルディレクター：澤野茂
  - スイッチャー：平松雅之
  - カメラ：藤井義行
  - 音声：安井太久也
  - スポーツコーダー：高田裕都
  - 運営：土生直樹、竹内和江、佐藤浩一
  - 協力：日本身体障害者水泳連盟、なみはやドーム
  - ディレクター：笹山純一、岡野敬介、岡本和孝、五十君裕司、日浦浩二
  - 中継ディレクター：大槻晋士、長島武郎、福田尚志
  - プロデューサー：山岸正人、川口与志彦、菅沼和美
  - 演出：高橋利之

24時間・150Kmマラソン
- - テクニカルディレクター：保刈寛之、平間良一、飯島章夫、牛山敏彦
  - カメラ：黒木貴博、秋元乾太郎
  - VE：木田哲治
  - 音声：室田孝昭
  - ドライバー：植草勝英、佐藤健一
  - 照明：河合俊明
  - ヘリコプター：樋口正史、小林武親
  - マラソンコーディネーター：坂本雄次、村嶋芳樹
  - 制作進行：石井秀和、田口美和子、高野透矢
  - ディレクター：小川明人、糸井聖一、前田直彦、山崎大介、古山晃、野平将美、山口博之、閑和明
  - プロデューサー：小路丸哲也、川邊哲也
  - プロデューサー・演出：大澤雅彦
- 美術：石附千秋
- 広報：高橋修之
- 音楽効果：小川彦一、村上義行、高取謙、吉田茂、鈴木勉、橋本いずみ
- VTR・テレシネ：和泉田智志、鈴木祐一、野田哲雄、山田淳
- SDC・SOC︰蔦佳樹、山下崇夫、坂本孝治、遠藤哲
- CVセンター︰斉藤順二郎、鳥谷建夫、塩見俊光、竹内祐介
- 電話機械室︰山崎行雄、尾崎延雄、浅川彦四郎
- アニメーション︰黒木遠志、山口大樹
- マスター︰吉田亘、杉本智哉、岡藤克己、大日方秀光
- 営業：鬼頭直孝、北川俊介
- 編成：大関雅人、岡田泰三
- 放送進行：田代恭子、宅間士郎、平野一忠、中山正史
- CM進行：有坂雅子
- 回線コーディネーター：斉藤章夫、長谷川透、大友輝昭
- マイクロコーディネーター：石渡敏幸
- 音声コーディネーター：山口裕司
- 照明コーディネーター：渡辺龍夫
- 技術テクニカルマネージャー：宮下英俊、鈴木康介
- 技術協力：日本テレビアート、NTV映像センター、日本テレビビデオ、コスモ・スペース、タムコ、共立、バンセイ、クロステレビ、テレテック、千代田ビデオ、朝日航洋、田中電気、明光セレクト、日本有線テレビ、ジャパンテレビ、東京音研、日放、さがみエンヂニアリング、MIDGET、日本テレビワーク24、トムキャット、三穂電機、カラーテック、日本テレビ映像、カスト、バリライトアジア、東京舞台照明、エキスプレス、札幌映像プロダクション、釧路ビデオ企画
- 協力：日本通運株式会社
- 制作協力：日企、NCV、創輝、ジッピー、モスキート、ザ・ワークス、アガサス、オン・エアー、TV S!ON、えすと、ZION、ユニオン映画、安寿、いまじん、マイ・プラン、CRネクサス、オフィスぼくら、ビアーズ、ネヴァーストップ、翔テレビジョン、ラバラ、ランナーズウェルネス、リュウ・エンタープライズ、NTV映像センター、日本テレビエンタープライズ
- 「24時間テレビ」チャリティー委員会事務局：武井英彦 / 伊藤喜三郎、広沢みどり、稲田正子、鈴木恒男、中島尚子、池田裕美
- 警備本部：舛方勝宏、有山至、高島修 / 奴賀正美
- 制作本部：重松修、島田康生、棚次隆

Kサブ放送本部
- - テクニカルディレクター：土屋隆
  - スイッチャー：今泉雅晴、遠藤裕二、坂東秀明、滝沢壮治
  - VE：竹本司、神田洋介、江頭恭二、各務裕之
  - 音声：鈴木詳司、笹川秀男、古川誠一、渡邊勇二、長南聡子、太田黒健至
  - TK・DSS：居波初子、坂本幸子、山沢啓子、柏木梨佐、長坂真由美、山本美衣、赤﨑洋子、三留弘美
  - 回線コーディネーター：鬼丸尚、首藤由紀子、海野大輔、吉田絵、竹葉信太郎、糸井峰郎、伊藤光明、酒井柚香
  - マルチモニターSW：高安彰、柳登志和、大田貴史、堂阪重和、荒久田畦史、望月祐歌
  - 回線：河戸憲男、田仲芳幸
  - ディレクター：横山裕康、中谷聡、宮本誠臣、水上啓
  - ネット企画演出：納富隆治
  - 中継演出：三觜雅人
- 制作進行：下田明宏、川上トリオ、宮田恵理、松原紀子
- 全体進行：東原祐子、斉藤寿
- エグゼクティブディレクター：神戸文彦
- 演出：小澤龍太郎、小沢太郎、斎藤政憲
- プロデューサー：面高直子、松崎聡男、磯野太、村上和彦、山田克也、藤井淳
- 総合演出：雨宮秀彦
- チーフプロデューサー：桜田和之
- 制作指揮：福島真平
- 製作著作：日本テレビ